# Oligonychus yusti
Oligonychus yusti är en spindeldjursart som beskrevs av McGregor 1959. Oligonychus yusti ingår i släktet Oligonychus och familjen Tetranychidae. Inga underarter finns listade i Catalogue of Life.